# Schopfheim
Schopfheim is een plaats in de Duitse deelstaat Baden-Württemberg, gelegen in het Landkreis Lörrach. De stad telt 19.763 inwoners.. Schopfheim ligt aan de rivier de Wiese, 10 kilometer ten noorden van de stad Rheinfelden en 13 kilometer ten oosten van de stad Lörrach.

## Foto's

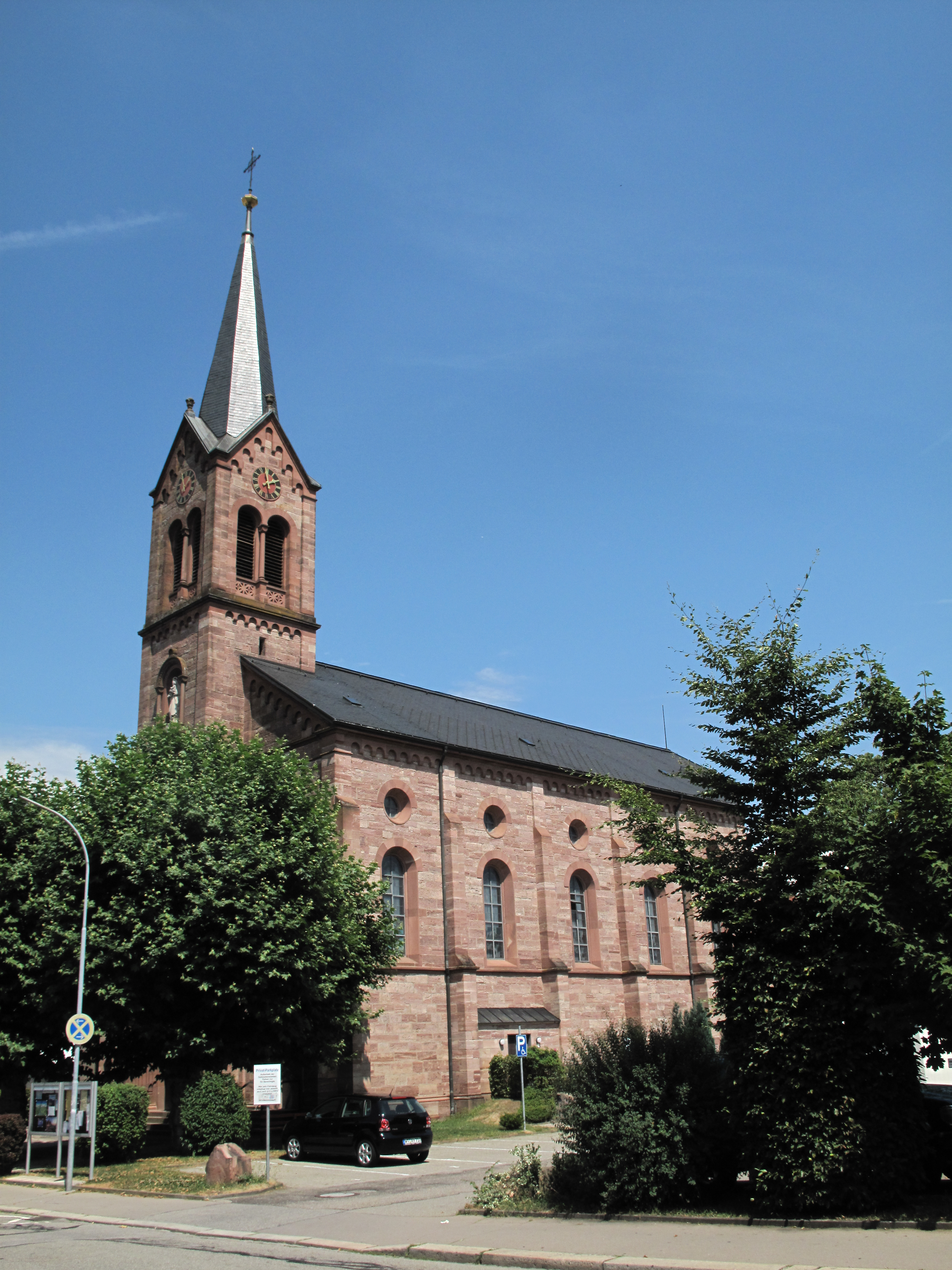
De katholieke kerk
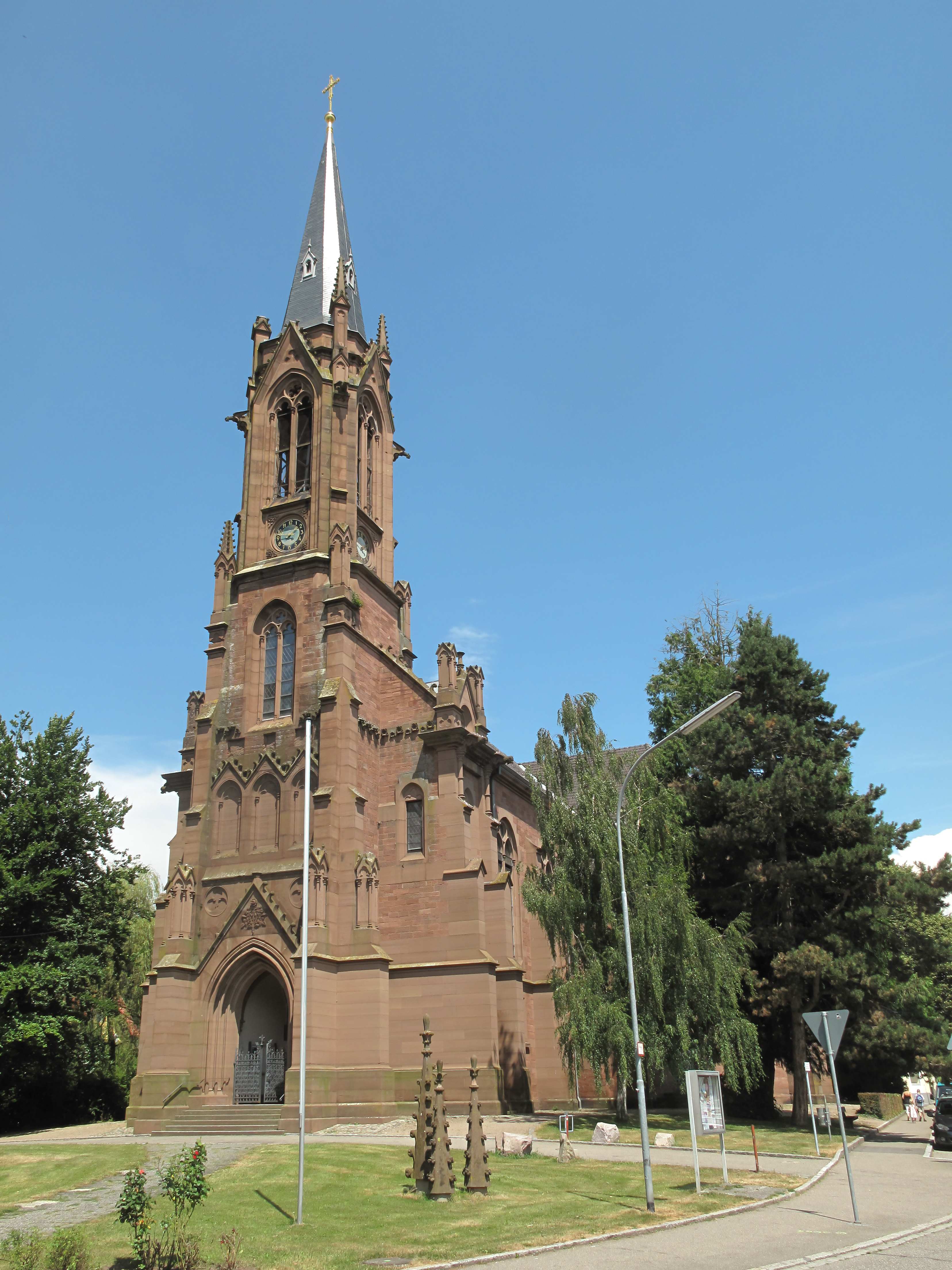
De evangelische kerk
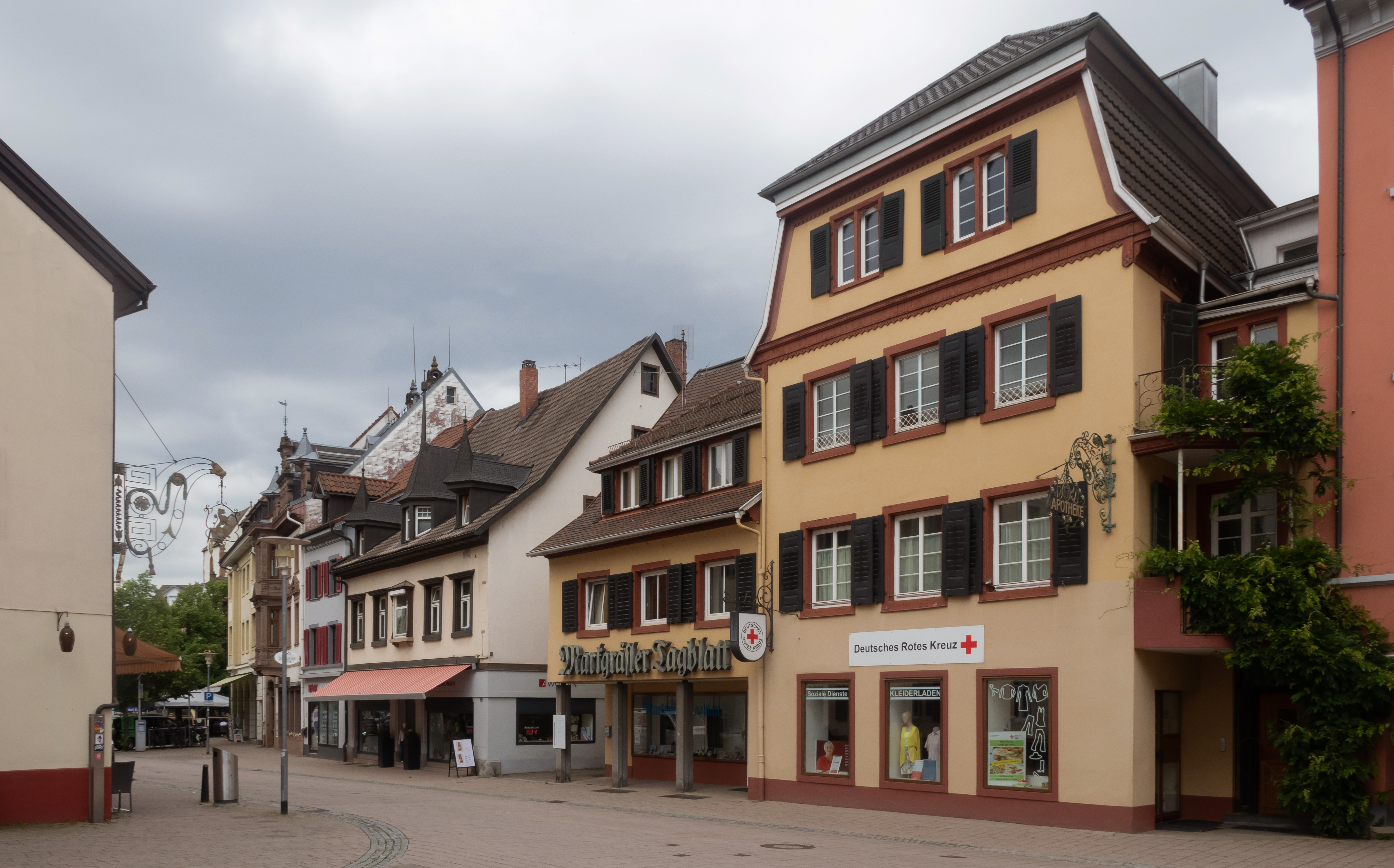
De Hauptstrasse
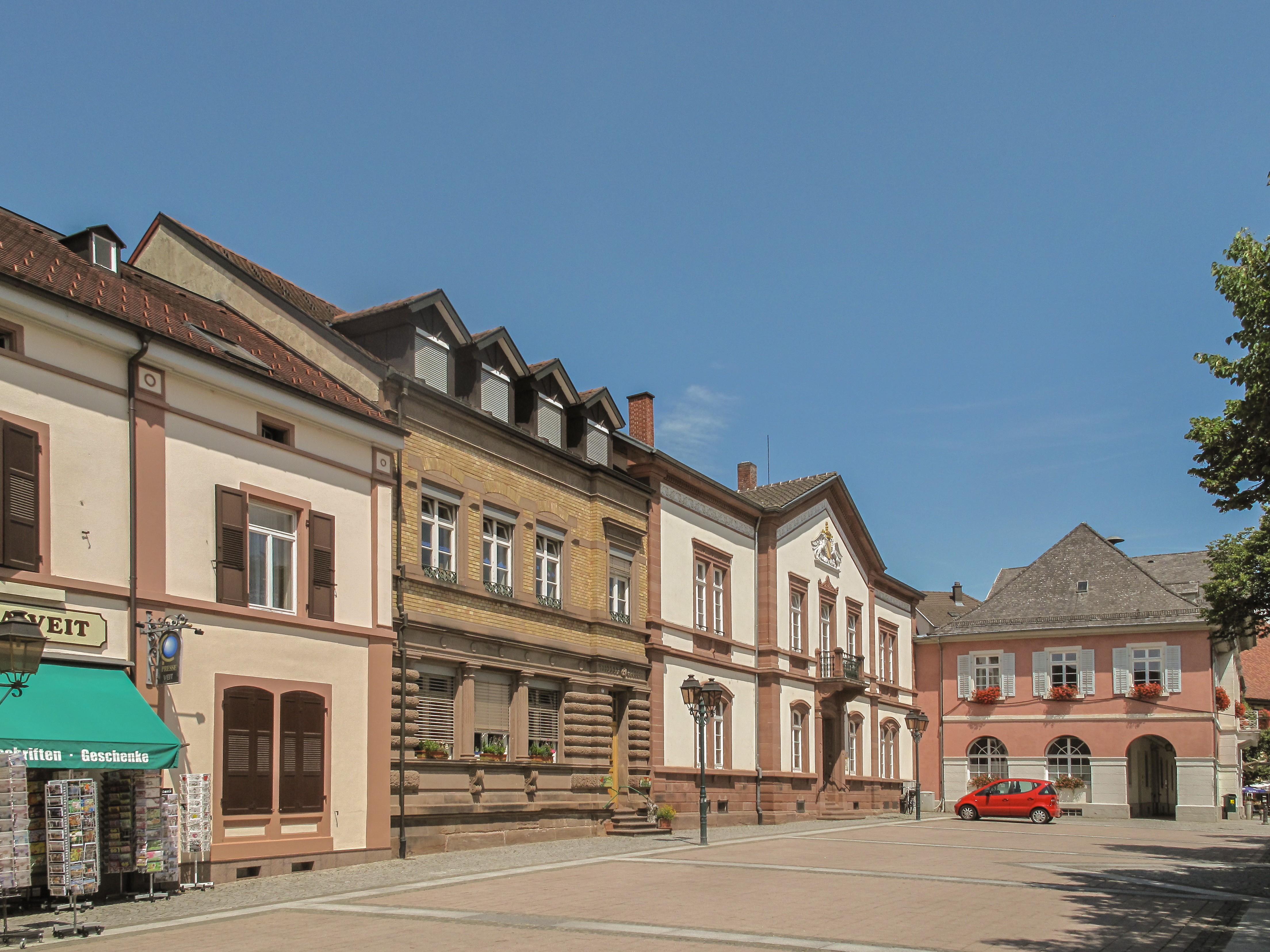
De Hauptstrasse
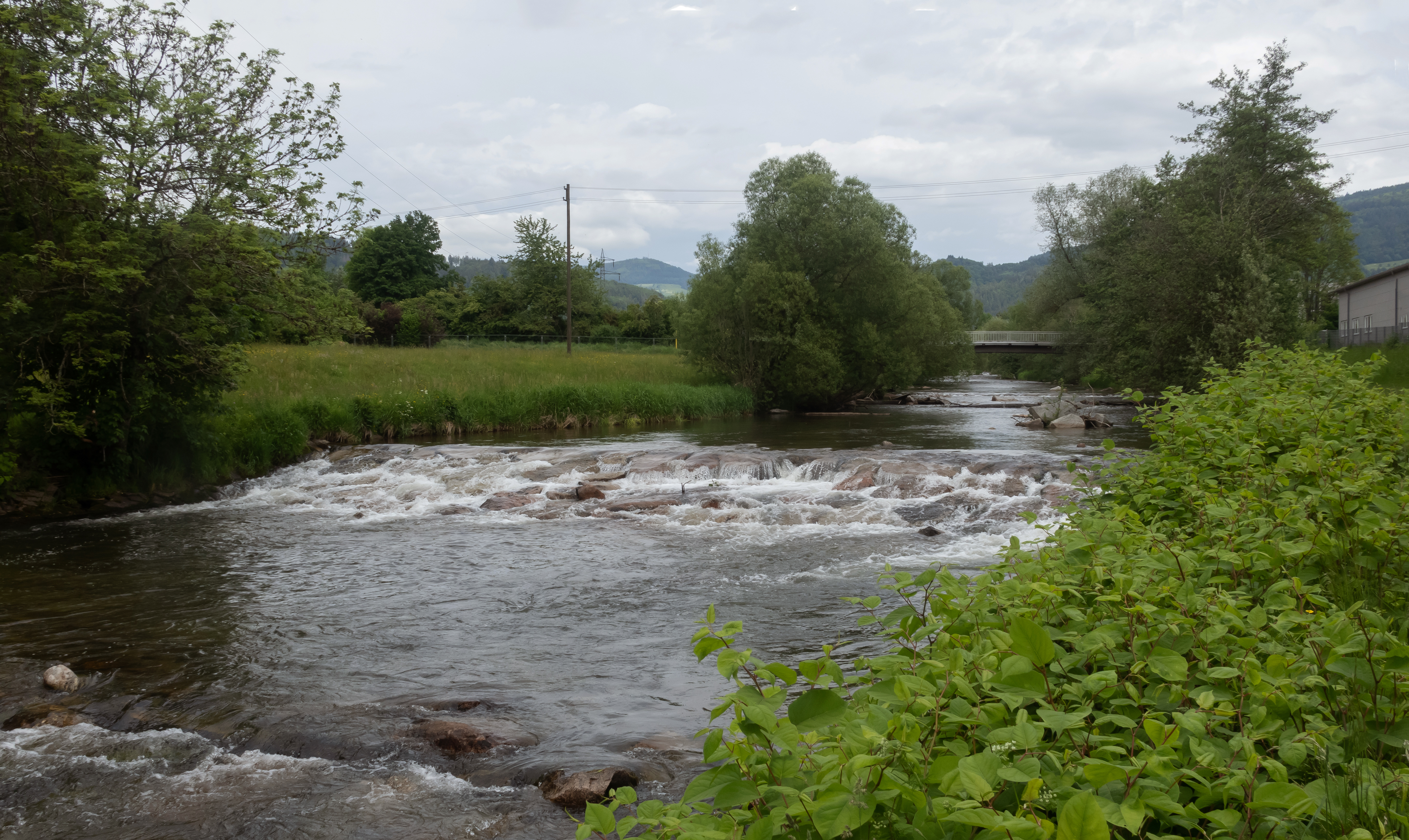
Rivier de Wiese bij Schopfheim

## Geografie
Schopfheim heeft een oppervlakte van 68,01 km² en ligt in het zuidwesten van Duitsland.
Aitern ·
Bad Bellingen ·
Binzen ·
Böllen ·
Efringen-Kirchen ·
Eimeldingen ·
Fischingen ·
Fröhnd ·
Grenzach-Wyhlen ·
Häg-Ehrsberg ·
Hasel ·
Hausen im Wiesental ·
Inzlingen ·
Kandern ·
Kleines Wiesental ·
Lörrach ·
Malsburg-Marzell ·
Maulburg ·
Rheinfelden ·
Rümmingen ·
Schallbach ·
Schliengen ·
Schönau im Schwarzwald ·
Schönenberg ·
Schopfheim ·
Schwörstadt ·
Steinen ·
Todtnau ·
Tunau ·
Utzenfeld ·
Weil am Rhein ·
Wembach ·
Wieden ·
Wittlingen ·
Zell im Wiesental